# 包箨箭竹
包箨箭竹，又名矢竹仔、包箨矢竹，为禾本科矢竹属下的一个种，因竹稈尖細可用來削製弓箭而得名；其筍稱為 箭筍。

## 型態
包箨箭竹為多年生常綠草本，高2-5公尺，稈徑1-2.5公分，節間長20-35公分。稈節上有1-3小枝。單葉互生，長10-25公分，1-3或更多葉一簇，花序為穗狀，果實為穎果，但結實率不高。

## 分布
包箨箭竹為台灣特有種，分佈於較低海拔山區，遍及台灣中、北、東部，尤其以大陽明山（包括金山、萬里、石門、三芝、淡水、瑞芳）、花東海岸山脈（花蓮光復鄉太巴塱、豐濱鄉磯崎、新社）最常見。

## 經濟價值
包箨箭竹除了可以削製弓箭、魚叉，還可用來搭建雞舍、圍籬，製作床鋪、家具等。箭竹筍肉質細脆，是花蓮的阿美族的傳統美食，稱為「拉志」（ laa－jih），可水煮後加入芝麻、味噌涼拌或烤熟食用。近年來已有人栽培，最大產地為花蓮縣光復鄉的太巴塱部落之馬達那山與達美農山，產期以每年三月中至四月中的春筍為主（九月中至十月中亦有少量秋筍生產）。箭竹筍與黃藤心、紅糯米並稱為「光復三寶」。

## 扩展阅读
- 維基物種上的相關：包箨箭竹

1. 1 2 3  Xinhou., Guo,; 郭信厚. .  Chu ban. Tai bei shi: Mao tou ying chu ban. min 100.07: 172–3. ISBN 9789861208695. OCLC 815375717. |year=与|date=不匹配 (帮助);
2. ↑  hui., Tai wan zhi wu tong hao; 台灣植物同好會., Liu,; ), 姚巧梅 (日語, 1955-; 劉克襄. .  Chu ban. Tai bei shi: Yu shan she. 2009.02: 245. ISBN 9789866789410. OCLC 725687803.
3. ↑  魯郡. . 台灣月刊雙月電子報. 2007-08  [2018-08-01]. （原始内容存档于2019-03-29）.